# Naděžda Slabihoudová
Naděžda Slabihoudová, rozená Čmerdová (1. května 1922, Klecany – 8. června 2014, Praha) byla česká překladatelka především z estonštiny a z ruštiny, okrajově také z němčiny.

## Život
Po absolvování osmiletého Gymnázia Charlotty G. Masarykové v Praze (v letech 1933 až 1941) vystudovala v letech 1945 až 1949 obor čeština a ruština na Filozofické fakultě Univerzity Karlovy, kde také získala titul PhDr. Od roku 1948 pracovala jako redaktorka v nakladatelství Svět Sovětů v Praze (do roku 1952) a v letech 1967–1977 jako redaktorka ve Státním pedagogickém nakladatelství v Praze. Mezitím se intenzivně věnovala svobodnému překladatelskému povolání, přičemž tuto činnost doplňovala úvody a doslovy k jednotlivým publikacím, hojným publikováním článků v novinách a časopisech, přednáškami (převážně o ruské literatuře) a ediční prací.
Zpočátku překládala ruskou prózu, ale od konce 70. let začala překládat i estonskou beletrii. Českým čtenářům zprostředkovala zásadní část z tvorby ruských spisovatelů Nikolaje Semjonoviče Leskova a Vsevoloda Ivanova či klasika estonské literatury Antona Hansena Tammsaara.
Za svoji překladatelskou činnost dostala 23. února 2004 od estonského prezidenta Arnola Rüütela nejvyšší estonské státní vyznamenání – řád Maarjamaa Risti.
Kromě překladů je autorkou Stručného přehledu estonské literatury, příspěvků do svazků edice Literatura ve světě o současné estonské literatuře a spoluautorkou Slovníku pobaltských spisovatelů, v němž zpracovala část o estonských spisovatelích.
Zemřela 8. června 2014 v nemocnici pod Petřínem.

## Nejvýznamnější překlady

### Estonština
- Vladimir Beekman: Rok osla, Lidové nakladatelství, Praha 1988,
- Estonské národní pohádky: Jak se Smrťák stal kovářem – Vodní paní – Jak vznikly myši a kočky – Sirota a selská dcerka. Tvar 18, 2007, 4, s. 18–19.
- August Gailit: Drsné moře, Práce, Praha 1989,
- Villem Gross: Zločin v Alinze, Lidové nakladatelství, Praha 1984,
- Humor. Z časopisu Postimees. Baltika 12, 1994, s. 28.
- Teet Kallas: Corrida na ostrově, Mladá fronta, Praha 1990,
- Andrus Kivirähk: Muž, který rozuměl hadí řeči (Mees, kesteadis ussisõnu). Kniha Zlín, Zlín 2011.
- Friedrich Reinhold Kreutzwald: Báchorky ze země tisíce ostrovů, Balt-East, Praha 2000,
- Aino Perviková:  Aranella, dcera piráta, Lidové nakladatelství, Praha 1988,
- Eno Raud: Mecháček a jeho kamarádi, Albatros, Praha 1985,
- Eno Raud: Mecháček a jeho kamarádi jedou k moři, Albatros, Praha 1990,
- Smějeme se nad jídlem. Z estonského humoru. Baltika 5, 1992, s. 39. Z Eesti naine.
- Evald Tammlaan: Lodní pes Popelák (Laevakoer Tuhk). Perioodika, Tallinn 1989.
- Anton Hansen Tammsaare: Hospodář pro Kõrboju, Odeon, Praha 1978,
- Anton Hansen Tammsaare: Indrek mezi vzbouřenci, Svoboda, Praha 1981,
- Anton Hansen Tammsaare: Indrek a Karin, Svoboda, Praha 1982,
- Anton Hansen Tammsaare: Návrat na Vargamäe, Svoboda, Praha 1983,
- Anton Hansen Tammsaare: Nenasytné lásky, Lidové nakladatelství, Praha 1981,
- Anton Hansen Tammsaare: Peklo v sázce, Odeon, Praha 1978,
- Mats Traat: Inger, Lidové nakladatelství, Praha 1983.
- Jüri Tuulik: Osika. In Ďáblova milenka. Lidové nakladatelství, Praha 1989, s. 54–59.

### Němčina
- John Blood: Smlouva s ďáblem, Ivo Železný, Praha 1996,
- Frederic Crane: Dvojí život krásné Mary, Ivo Železný, Praha 1994,
- Margot Daningerová: Začalo to na maškarním plese, Ivo Železný, Praha 1995,
- Michael Ende: Jim Knoflík, Lukáš a lokomotiva Ema, Albatros, Praha 1997,
- Diane von Hohenbergová: Okamžik pravdy, Ivo Železný, Praha 1995,
- Kouzelný svět pohádek, Junior, Praha 1999
- Otfried Preußler: Strašidýlko, Albatros, Praha 1998.
- Edgar Tarbot: Strašidelný zámek, Ivo Železný, Praha 1995,
- Brenda Williamsová: Melodie smrti, Ivo Železný, Praha 1995,

### Ruština
- Sergej Antonov: Lena, Svět sovětů, Praha 1952,
- Sergej Antonov: Zelená dolina, Svět sovětů, Praha 1956,
- Anton Pavlovič Čechov: Výbor z díla I. a II., Svoboda, Praha 1951, spolupřekladatelka,
- Fjodor Michajlovič Dostojevskij: Malý hrdina, obsaženo ve svazku Setmělé obrazy, Odeon, Praha 1971,
- Fjodor Michajlovič Dostojevskij: Nětočka Nězvanovová, Odeon, Praha 1978,
- Fjodor Michajlovič Dostojevskij: Strýčkův sen, Svoboda, Praha 1969,
- Arkadij Gajdar: Škola, SNDK, Praha 1953,
- Nikolaj Vasiljevič Gogol: Mrtvé duše, Odeon, Praha 1968,
- Maxim Gorkij: Drsné lásky, Odeon, Praha 1978, spolupřekladatelka,
- Maxim Gorkij: Městečko Okurov, Odeon, Praha 1975,
- Maxim Gorkij: O literatuře, Československý spisovatel, Praha 1951,
- Maxim Gorkij: O neobyčejných věcech, Odeon, Praha 1971,
- Maxim Gorkij: Život Matveje Kožemjakina, SNKLHU, Praha 1951,
- Leonid Grossman: Zápisky sekundanta, Odeon, Praha 1972,
- Georgij Gulia: Přátelé ze Sakenu, Svět sovětů, Praha 1956,
- Ilja Ilf a Jevgenij Petrov: Dvanáct křesel, Svět sovětů, Praha 1959,
- Ilja Ilf a Jevgenij Petrov: Zlaté tele, SNKLU, Praha 1962,
- Vsevolod Ivanov: Barevné větry, SNKLU, Praha 1962,
- Vsevolod Ivanov: Buddhův návrat, Československý spisovatel, Praha 1959,
- Vsevolod Ivanov: Cesta do země, která nebyla dosud objevena, Mladá fronta, Praha 1960,
- Vsevolod Ivanov: Dluh, Lidové nakladatelství, Praha 1982,
- Vsevolod Ivanov: Exotické povídky, Odeon, Praha 1984,
- Vsevolod Ivanov: Fakírova dobrodružství, SNKLU, Praha 1963,
- Vsevolod Ivanov: Gafir a Mariam, obsaženo ve svazku Ohnivé řeky, Lidové nakladatelství, Praha 1987,
- Vsevolod Ivanov: Chabu, obsaženo ve svazku Deset ruských novel XX. století, Československý spisovatel, Praha 1961,
- Vsevolod Ivanov: Jdeme do Indie, Svět sovětů, Praha 1958,
- Vsevolod Ivanov: Modravé písčiny, Svět sovětů, Praha 1961,
- Vsevolod Ivanov: Mosazná lampa, Odeon, Praha 1974,
- Vsevolod Ivanov: Opojení, aneb vstříc podzimním ptákům, SNKLU, Praha 1964,
- Vsevolod Ivanov: Parchomenko, Svět sovětů, Praha 1957,
- Vsevolod Ivanov: Tajemství nejtajnější, Odeon, Praha 1968,
- Vsevolod Ivanov: Vulkán, Svět sovětů, Praha 1967,
- Karnauchová Irina: Chytrý sedláček a jiné pohádky, SNDK, Praha 1954,
- Karnauchová Irina: Chytrý sedláček a jiné pohádky, SNDK, Praha 1954,
- Lev Abramovič Kassil: Můj přítel Majakovskij, Československý spisovatel, Praha 1953,
- Lev Abramovič Kassil: Nová Země na obzoru - Švambránie, Mladá fronta, Praha 1948,
- Lev Abramovič Kassil: Předehra, Mladá fronta, Praha 1958,
- Nikolaj Semjonovič Leskov: Fatální dobrodružství strýce Oresta, Lidové nakladatelství, Praha 1981,
- Nikolaj Semjonovič Leskov: Kalvárie, Svět sovětů, Praha 1962,
- Nikolaj Semjonovič Leskov: Kouzelný peníz, SNDK, Praha 1963,
- Nikolaj Semjonovič Leskov: Kejklíř Pantalon, Odeon, Praha 1985,
- Nikolaj Semjonovič Leskov: Lady Macbeth mcenského újezdu, Československý spisovatel, Praha 1962,
- Nikolaj Semjonovič Leskov: Očarovaný poutník, SNKLU, Praha 1962,
- Nikolaj Semjonovič Leskov: Ostrované, Odeon, Praha 1981,
- Nikolaj Semjonovič Leskov: Perlový náhrdelník, Lidové nakladatelství, Praha 1969,
- Nikolaj Semjonovič Leskov: Soumrak knížecího rodu, Odeon, Praha 1978,
- Nikolaj Semjonovič Leskov: Zapečetěný anděl, SNKLHU, Praha 1957,
- Mongolské pohádky, Odeon, Praha 1972, přeloženo z ruského vydání,
- Vasilij Trofimovič Narežnyj: Dva Ivani aneb vášniví sudiči, SNKLHU, Praha 1959,
- Pohádky a mýty Oceánie, Odeon, Praha 1979, přeloženo z ruského vydání,
- Michail Jevgrafovič Saltykov-Ščedrin: Pohádky (výbor), Albatros, Praha 1976,
- Vjačeslav Šiškov: Řeka života, Naše vojsko, Praha 1953,
- Michail Šolochov: Rozrušená země I., Svět sovětů, Praha 1954, společně Jiřím Fraňkem (úprava a doplnění původního překladu Bohumila Mathesia z roku 1933),
- Michail Šolochov: Rozrušená země II., Svět sovětů, Praha 1960,
- Michail Šolochov: Rozrušená země I. a II., Odeon, Praha 1961, samostatný vlastní překlad i prvního dílu,
- Alexej Tolstoj: Křížová cesta, Odeon, Praha 1987.

## Vědecké práce
- Stručný přehled estonské literatury, Balt-East, Praha 1997, znovu 2003,
- Estonsko, malá země - velká literatura: estonská literatura v českých překladech (1976-2001), Národní knihovna České republiky a Balt-East, Praha 2003,
- Slovník pobaltských spisovatelů (estonská, litevská a lotyšská literatura, Libri, Praha 2003, spoluautorka (zpracovala část o estonských spisovatelích), znovu 2008.
- Estonsky psaná literatura. In ZAHRADNÍČKOVÁ, Hana (ed.). Literatura ve světě 2004. Gutenberg, Praha 2005, s. 67–72.
- Estonsky psaná literatura. In SCHLEISSOVÁ, Eva (ed.). Literatura v Evropě. Gutenberg, Praha 2006, s. 82–86.
- Estonsky psaná literatura. In KITZLER, Petr (ed.). Literatura ve světě 2006–2007. Gutenberg, Praha 2007, s. 118–123.
- Z estonské mytologie. Kalevipoeg. Baltika 7, 1992, s. 7–8.
- Z estonské mytologie. Vanapagan. Baltika 12, 1994, s. 27.
- Literární ohlédnutí. Baltika 12, 1994, s. 28.
- (spolu s Michalem Vaňkem) Estonská literatura v Čechách. Plav 2010, 12, s. 41–44.
- Miloš Lukáš – překladatelský labužník. Plav 2010, 12, s. 49–50.